# Iñaki Urdangarin

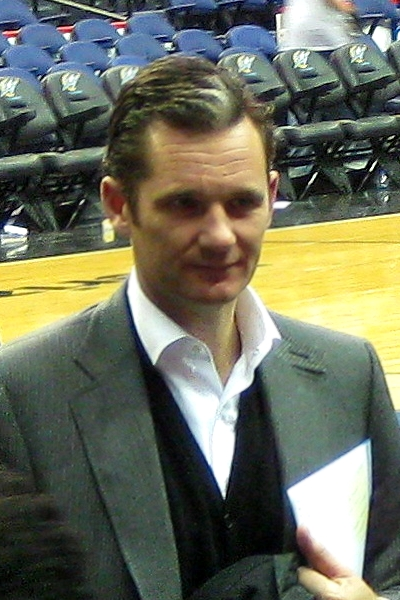
Iñaki Urdangarin

Iñaki Urdangarin Liebaert, (Zumarraga, 15 januari 1968) is Spaanse ondernemer en was daarvoor een succesvol professioneel  handballer. 
Urdangarin is de zoon van een Bask en een Belgische vrouw, Claire Liebaert.
Hij was tot hun echtscheiding in 2023 de echtgenoot van Cristina van Spanje, de jongste dochter van de voormalige koning Juan Carlos I van Spanje en Sophia van Griekenland.

## Handbal
Op achttienjarige leeftijd werd hij een professioneel handballer bij FC Barcelona Handbol. Hij speelde daar tot zijn "pensioen" in 2000. Hij werd de succesvolste handballer van Spanje en won meer dan 40 prijzen. Hij deed mee aan de Olympische Spelen in 1992, 1996 en 2000.

## Huwelijk en kinderen
Tijdens de Olympische Spelen in 1996 leerde hij Cristina van Spanje kennen. Het stel trouwde op 4 oktober 1997. Op 24 januari 2022 werd bekend dat het stel gaat scheiden. Ze hebben vier kinderen, allen geboren te Barcelona:
- Juán Valentin (29 september 1999)
- Pablo Nicolás (6 december 2000)
- Miguel (30 april 2002)
- Irene (5 juni 2005)

## Beschuldiging van corruptie
Eind 2011 is er een onderzoek ingesteld naar Urdangarin in het kader van de zaak-Nóos, een afgeleide van de zaak-Palma Arena, in verband met vermeende corruptie. Op 10 november van dat jaar meldden de media dat hij inderdaad betrokken leek te zijn bij het wegsluizen van publiek geld via het instituto Nóos waar hij voorzitter van was.
Op 12 december 2011 werden alle formele afspraken van Urdangarin door het paleis van de koning afgezegd, met als reden dat zijn gedrag niet voorbeeldig zou zijn voor de koninklijke familie. Op 29 december werd hij officieel ingesloten bij de zaak-Palma Arena. Van 25 tot en met 27 februari 2012 legde hij een 22 uur durende verklaring af voor de rechtbank van Palma de Mallorca en uiteindelijk zou hij in maart 2012 officieel aangeklaagd worden.
Op 25 januari 2013 werd Iñaki Urdangarin van de website van het Spaanse koningshuis verwijderd.
Als echtgenoot van prinses Cristina werd Urdangarin sinds zijn huwelijk aangesproken als Hertog van Palma de Mallorca, Grande van Spanje. Op 12 juni 2015 ontnam koning Felipe VI zijn zuster de titel wegens de betrokkenheid van het paar bij het corruptieschandaal.
Het strafproces tegen Urdangarin begon op 11 januari 2016. In juni 2016 eiste het openbaar ministerie 19,5 jaar cel tegen hem in verband met grootschalige belastingfraude. Urdangarin zou als hoofd van een stichting ruim zes miljoen euro hebben verduisterd.
De echtgenote van Urdangarin, prinses Cristina, stond aan het hoofd van een bedrijf dat hielp bij de fraude. Ook zij moest, als het eerste lid van het Spaanse koninklijk huis sinds de invoering van de monarchie in 1975, terechtstaan.
Het openbaar ministerie concludeerde dat Cristina moest worden vrijgesproken. Ze zou wel hebben geprofiteerd van de fraude, maar zelf niets strafbaars hebben gedaan. Urdangarin zei tijdens het proces dat Cristina niets te maken had met zijn zakelijke activiteiten en slechts een symbolische rol vervulde. Op 17 februari 2017 werd hij door de rechtbank in Mallorca veroordeeld tot zes jaar en drie maanden gevangenisstraf voor onder meer oplichting, fraude, machtsmisbruik en witwassen. Zijn vrouw ‘Infante’ Cristina werd vrijgesproken van medeplichtigheid aan belastingontduiking. Op 12 juni 2018 veroordeelde het Hooggerechtshof van Spanje Urdangarin in hoger beroep tot een gevangenisstraf van vijf jaar en tien maanden. Op 18 juni 2018 meldde hij zich bij de gevangenis van Brieva bij Ávila.
Sinds juni 2021 gold voor hem een verlicht regime wegens goed gedrag. Op 2 maart 2022 werd Urdangarin voorwaardelijk op vrije voeten gesteld, nadat hij twee derde van zijn gevangenisstraf erop had zitten.
- Biblioteca Nacional de España: XX952357
- Catàleg d'autoritats de noms i títols de Catalunya: 981058530617506706
- Gemeinsame Normdatei: 1237048702
- International Standard Name Identifier: 0000 0000 3793 8087
- Library of Congress Control Number: n98005488
- Réseau des bibliothèques de Suisse occidentale: 02-A014290715
- Virtual International Authority File: 28840249
- WorldCat: E39PBJjhx8chyWkjTdbmrFDcyd